# ニコン COOLPIX

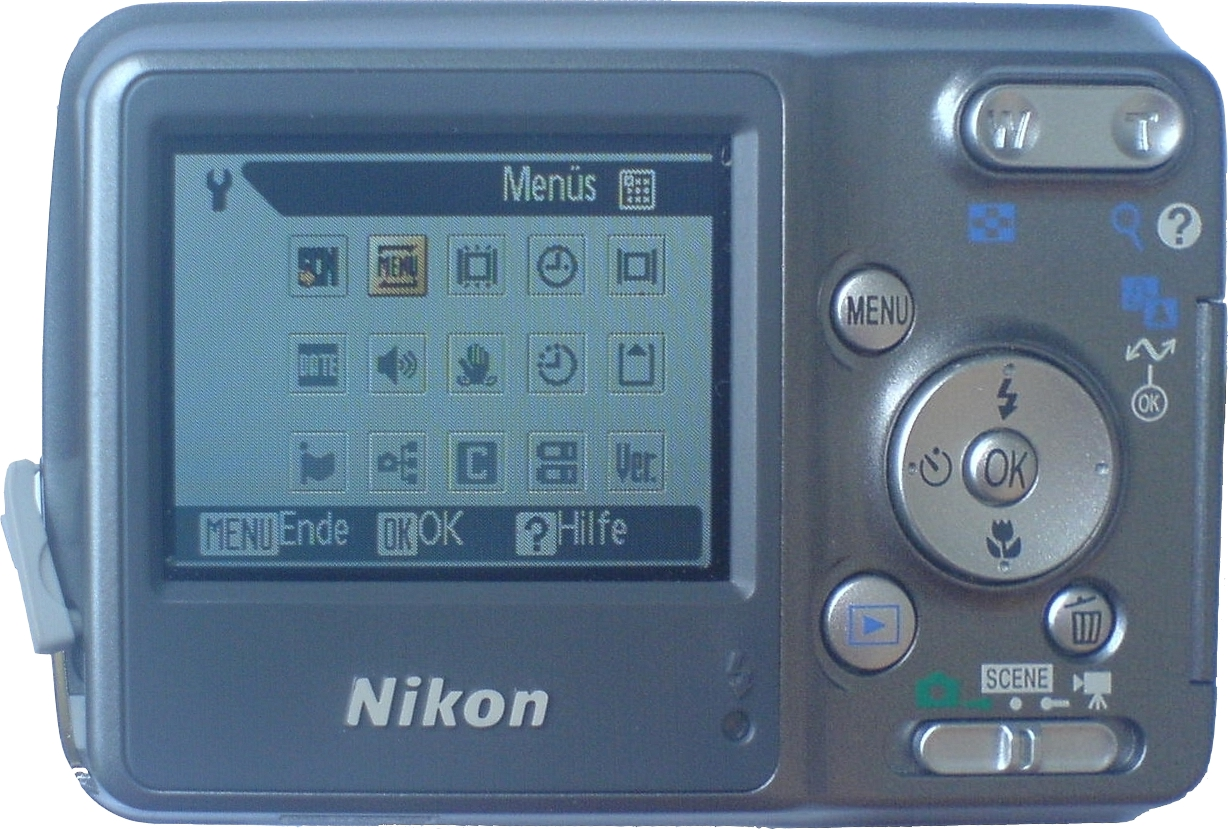
COOLPIX L2

COOLPIX（クールピクス）は、ニコンの発売してきたデジタルコンパクトカメラである。

## 概要

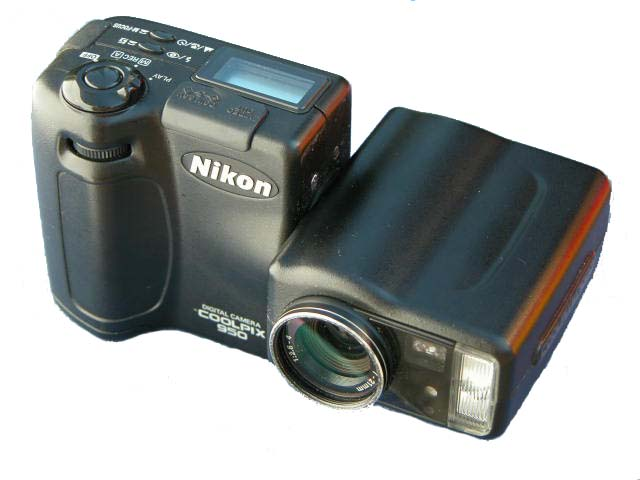
COOLPIX 950

Dシリーズに対しコンパクトサイズのデジタルカメラ。レンズなどの光学系がニコン、電子系が三洋電機（一部は松下電器）という合作製品でもある。
- 995以降ではノイズリダクション機能を搭載しているため、暗所でのノイズが少ない。これは一度撮影した後、シャッターを閉じたまま再度撮影を行い、カメラのノイズをチェックしその差分を差し引くことによりノイズをキャンセルする仕組みである。このため長時間露光した場合書き込みに時間が掛かるという欠点がある。
- フィルムを使うコンパクトカメラのレンズにニッコールの銘はないが、900以降の全機種のレンズがニッコールと名乗る。
- 量販店で買えるカタログモデルのほかに、直営ショッピングサイト「ニコンダイレクト」限定モデルもある。
- 2013年、ニコン初のDXフォーマットを搭載したコンパクトデジタルカメラCOOLPIX Aを発売。

## 製品一覧

### 数字三桁
この世代は百の位が製品のランク。それ以下は世代をあらわし、数字の大きいものほど後に出た機種である。700系はエントリ機、800系は中級機、900系はハイエンド機という扱いになる。すべてCCDを採用。
| 品名 | 発売日                                  | 撮像素子サイズ | 画素数 | 外観        | 解説 |
| ---- | --------------------------------------- | -------------- | ------ | ----------- | --- |
| 100  | 1996年10月31日から1997年1月30日に変更。 | 1/3            | 33万   | COOLPIX 100 | 単焦点。光学ファインダーのみで液晶ファインダーはない。マクロモードがあるが、ピントを確認する術がない。 本体下部がPCカード TypeII相当となっており、ノートパソコンやPCカードリーダにカメラ本体を差し込んで画像を読み出す。液晶ファインダーがないため、撮影画像を削除する機能もない。記憶媒体は内蔵メモリ(1MB)のみで、ファイル形式はJPEG。画質がFineで21枚、NORMALで42枚まで撮影できる。電源は単三乾電池4本。標準小売価格は5万9800円           |
| 300  | 1997年6月21日                           | 1/3            | 33万   |             | 単焦点。2.5インチタッチパネル液晶(TFT)搭載。記憶媒体は内蔵メモリ(4MB)のみだが、専用シリアルケーブル、もしくはSCSIでPCに画像を転送することもできる。 液晶がタッチパネル機能を持っており、撮影ずみの写真にフリーハンドでメモを加えることができる。筐体にスタイラスペンを収めるスペースがある。標準小売価格は本体が8万4000円、パソコン接続キットが1万4000円（シリアル接続、PCとMac）、SCSIケーブルセットが8000円（パソコン接続キットも必要）。 |
| 900  | 1998年4月25日                           | 1/2.7          | 130万  |             | 光学3倍ズーム。レンズ部が天地方向に180度回転するスイバル機構。コンパクトカメラと呼ぶには筐体がやや大きいが、レンズを天頂に向ければカメラ全体が板状になる。記憶媒体は当機種以降コンパクトフラッシュ。COOLPIXで初めて、ニッコールを名乗るレンズが搭載された。フィルムを使うコンパクトカメラのレンズが最後までニッコールを名乗らなかったことを考えると、COOLPIXをそれなりに重視していたことがわかる。                                          |
| 600  | 1998年4月25日→ 5月22日                  | 1/2.7          | 108万  |             | 単焦点。コンパクトカメラ型 |
| 910  | 1998年10月24日                          | 1/2.7          | 130万  |             | 光学3倍ズーム。900同様にレンズ部が回転するスイバル機構。外付シンクロターミナルを搭載し、ニコン一眼レフ用スピードライトが使用可能。 |
| 950  | 1999年3月25日                           | 1/2.2          | 211万  |             | 光学3倍ズーム。900同様にレンズ部が回転するスイバル機構。新開発の専用ニッコールレンズ搭載。 コマンドダイヤルを採用。ボディ素材を910までのプラスチックからマグネシウム合金に変更。 |
| 700  | 1999年4月24日                           | 1/2            | 211万  |             | 単焦点。900のアダプタレンズのいくつかが使用可能。 |
| 800  | 1999年11月6日                           | 1/2            | 211万  |             | 光学2倍ズーム。QVGAサイズで30コマ/秒、最大40コマ撮影を可能にした「ウルトラハイスピード(UH)連写」搭載。バッテリー駆動時間の向上（単3アルカリ乾電池4本で約100分連続使用可能）この機種以降の800系の機種（製品名の数字部が800番台の機種、および4300）は、900と同じアダプタレンズが使用可能。 |
| 990  | 2000年4月27日                           | 1/1.8          | 334万  | COOLPIX990  | 光学3倍ズーム。900同様にレンズ部が回転するスイバル機構。D1に搭載された5点測距マルチエリアAF採用。 マニュアル撮影に特化（マニュアル露出モード）。動画撮影機能も持つ。シリアルでなくUSB端子を搭載。 |
| 880  | 2000年9月23日                           | 1/1.8          | 334万  |             | 光学2.5倍ズーム。コンパクトサイズでありながら、マルチエリアオートフォーカスなど、上位機種の機能も備える。 「いつでも・どこでも・だれにでも」をコンセプトに小型化が図られる。11種類のシーン別プログラムモードが搭載され、手軽な撮影が可能になる。 |
| 995  | 2001年6月8日                            |                | 334万  | COOLPIX 995 | 900同様にレンズ部が回転するスイバル機構。内蔵スピードライトをポップアップ式に変更 |
| 775  | 2001年9月8日                            |                | 224万  |             | 900のアダプタレンズのいくつかが使用可能 |
| 885  | 2001年10月6日                           |                | 334万  |             | |

### 数字四桁
この世代では、千の位が画素数、百の位でカメラのランク、特徴を表している。
- x000 - 広角レンズ機、エントリ機(2000)
- x100 - エントリ機
- x200 - エントリ機、中級機
- x300 - 中級機
- x400 - 広角レンズ機
- x500 - 回転レンズ機
- x600 - エントリ機
- x700 - 高倍率ズーム機、スタイリッシュ機(3700)
- x800 - 高倍率ズーム機
- x900 - 中級機

| 品名 | 発売日         | 撮像素子サイズ | 画素数 | 外観         | 解説 |
| ---- | -------------- | -------------- | ------ | ------------ | --- |
| 5000 | 2001年12月13日 |                |        | COOLPIX 5000 | 広角ズームレンズ。可動式液晶画面。 |
| 2500 | 2002年3月21日  |                | 200万  | COOLPIX 2500 | 900系とは異なり、筐体に上下が挟まれたレンズ部（レンズとスピードライト）が天地方向に回転する。つまり、収納状態ではレンズが上へ向いており、筐体でレンズの前玉が保護される。前方へ90度回転させれば通常の撮影状態。前方は、130度まで回転でき、後方は90度回転できる。この機構をニコンはインナースイバルと呼ぶ。記録メディアはコンパクトフラッシュ、USBも搭載だが、まだ2.0ではない。電源はEN-EL2。 |
| 5700 | 2002年6月20日  |                |        |              | 液晶ビューファインダーを持ち、高倍率ズームレンズが固着したタイプ。このタイプは一時期、人気があったが、レンズ交換式一眼レフに移行したと思われる。 |
| 4500 | 2002年6月20日  |                |        | COOLPIX 4500 | 900系と同じスイバル機構を採用。900系のアクセサリーも共用できる。 |
| 2000 | 2002年6月29日  | 1/2.7          | 211万  |              | COOLPIXではじめて原色系フィルタ採用。光学3倍ズーム。1.5インチ液晶。記録メディアはコンパクトフラッシュ。電源は単三電池4本。 |
| 4300 | 2002年9月21日  |                | 400万  |              | 原色フィルタに変更、E885の後継機 |
| 3500 | 2002年11月23日 |                |        |              | 2500のセンサーを原色フィルタ、有効画素数を320万画素のものにし、エプロンなどの色を変更したもの。 |
| 3100 | 2003年3月8日   | 1/2.7          | 320万  |              | 普及価格帯のコンパクトカメラ。3倍ズームのZoom Nikkor f=5.8 - 17.4mmを搭載。4cmまでのマクロ。1.5型 液晶モニタ（11万画素）コンパクトフラッシュ・カードに記録（付属品は16MB）。市販の単三電池（アルカリ、ニッケルマンガンなど2本）や単3型 充電池に対応しているが、ACアダプタも用意されている。                                                                                                  |
| 2100 | 2003年3月21日  | 1/3.2          | 200万  |              | 上記3100の同型・兄弟機種（主に以下の点が異なる）3倍ズームのZoom Nikkor f=4.7 - 14.1mmを搭載。1.5型 液晶モニタ（7.5万画素）選べる3色のボディーカラー（シルバー、ピンク、ブルー。3100はシルバーのみ |
| 5400 | 2003年6月28日  |                |        |              | |
| SQ   | 2003年6月28日  |                |        |              | スイバル機構を持つ。また、型番四桁世代において、例外的にアルファベットだけの型番採用。 |
| 3700 | 2003年12月20日 |                |        |              | COOLPIX初のスタイリッシュスリムモデル。電源はEN-EL5かデュラセルCP1。当機種以降、エントリクラス機の記憶媒体はSDメモリカードとなる。 |
| 8700 | 2004年2月14日  |                |        | COOLPIX 8700 | 5700同様、液晶ビューファインダーを持ち、高倍率、大口径ズームレンズが固着したタイプ |
| 3200 | 2004年2月27日  |                |        | COOLPIX 3200 | 3100の改良版。一番の違いは記憶媒体。コンパクトフラッシュから、すでに時代の主流となったSDメモリカードに変わった。カードとは別に、14.5MBの内部メモリーも加えられた。マイクが付いたので、今まで音なしの動画撮影しかできなかったものが、ようやく音声入りで録画できるようになった。色も3100ではシルバーだけだったが、赤と緑も加えられた。                                                         |
| 2200 | 2004年3月12日  |                |        |              | 3200の200万画素版 |
| 5200 | 2004年6月4日   | 1/1.8          | 510万  | COOLPIX 5200 | 3倍ズーム（ズームニッコールED 7.8-23.4mm）、撮影範囲は30cm-無限遠（マクロ時4cm-無限遠＜広角域＞）、液晶は1.5型。ボディは高級感のあるアルミ製で、プラチナブルーとプライムシルバー。記録メディアはSDカード、電源はEN-EL5かデュラセルCP1。 |
| 4200 | 2004年6月25日  |                | 400万  |              | 5200の400万画素版。ボディはシルバーのみ。 |
| 4100 | 2004年7月2日   | 1/2.5          | 400万  | COOLPIX 4100 | 普及価格帯のコンパクトカメラ。3倍ズームのZoom Nikkor f=5.8 - 17.4mmを搭載。4cmまでのマクロ。14.5Mの内蔵メモリも持つ。市販の単3電池（アルカリ、ニッケルマンガンなど2本）に対応しているが、充電式のEN-MH1-B2やACアダプタも用意されている。 |
| 5100 |                |                | 500万  |              | 日本での発売なし4100の500万画素版。 |
| 8400 | 2004年10月1日  | 2/3            | 810万  |              | 電源はEN-EL7。外付けバッテリーパック（カメラ下部に取り付け）、ACアダプタもある。世界で初めて、35mm判換算で24mm相当の広角を実現（Zoom Nikkor 6.1-21.6mm F2.6-F4.9）。さらに、ワイドコンバータの装着で18mm相当まで可能。もちろん、テレコンバータもある。 |
| 8800 | 2004年11月12日 |                |        | COOLPIX 8800 | |
| 4800 | 2004年11月19日 |                |        |              | |
| 5600 | 2005年2月25日  | 1/2.5          | 510万  |              | 3倍ズーム（ズームニッコールED 5.7-17.1mm）、4100の後継モデル。撮影範囲は30cm-無限遠（マクロ時4cm-無限遠＜広角域＞）、液晶は1.8型。色は3色。シルバー、ブルー、ピンク。 記録メディアはSDカード、電源は単3型充電池2本。 |
| 4600 |                |                | 400万  |              | 日本での発売なし。5600の400万画素版 |
| 5900 | 2005年2月25日  |                |        |              | |
| 7900 | 2005年3月18日  |                |        | COOLPIX 7900 | 顔認識ポートレートモードを搭載、人物にカメラをむけると、カメラが顔を認識して自動的にピントを合わせる。有効画素数は700万画素、液晶は2型となった。メニューはアイコン表示とテキスト表示が選べる。電源はEN-EL5かデュラセルCP1。 |
| 7600 | 2005年4月8日   |                | 710万  | COOLPIX 7600 | |

### L （-2006年）

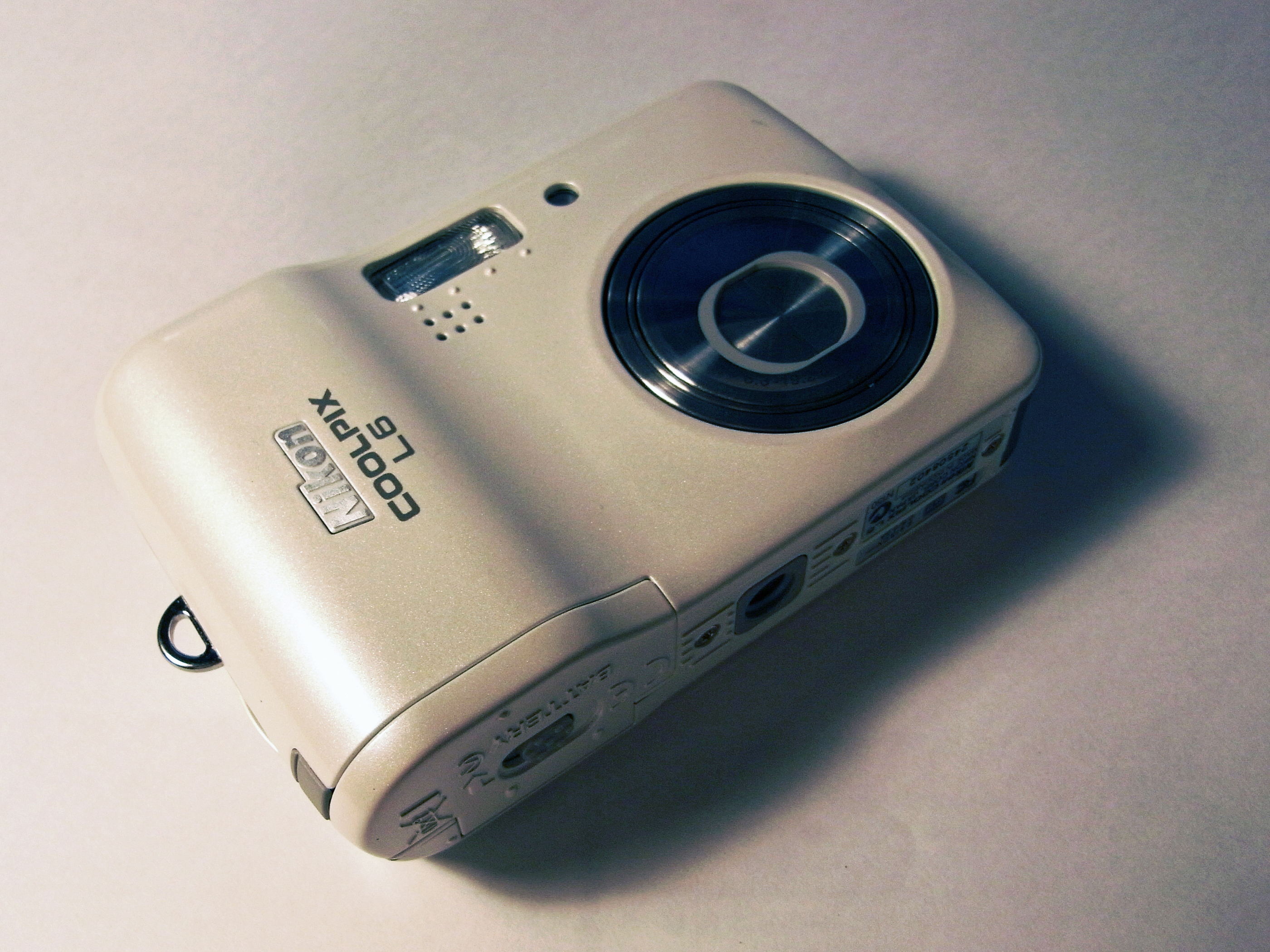
COOLPIX L6

LはLifeの意で、手軽に扱えるシリーズ。
COOLPIX L1
2005年10月14日発売
COOLPIX L3
2006年2月24日発売
COOLPIX L4
日本では未販売
COOLPIX L2
2006年6月16日発売
海外ではL3/L4と同時に発表されたが、日本での発売は少し遅れた。
COOLPIX L5
2006年9月8日発売
COOLPIX L6
2006年9月8日発売

### S （2005年-2009年）
SはStyleの意でスタイリッシュボディーを持つシリーズ。

#### スリムタイプ/フラットボディ

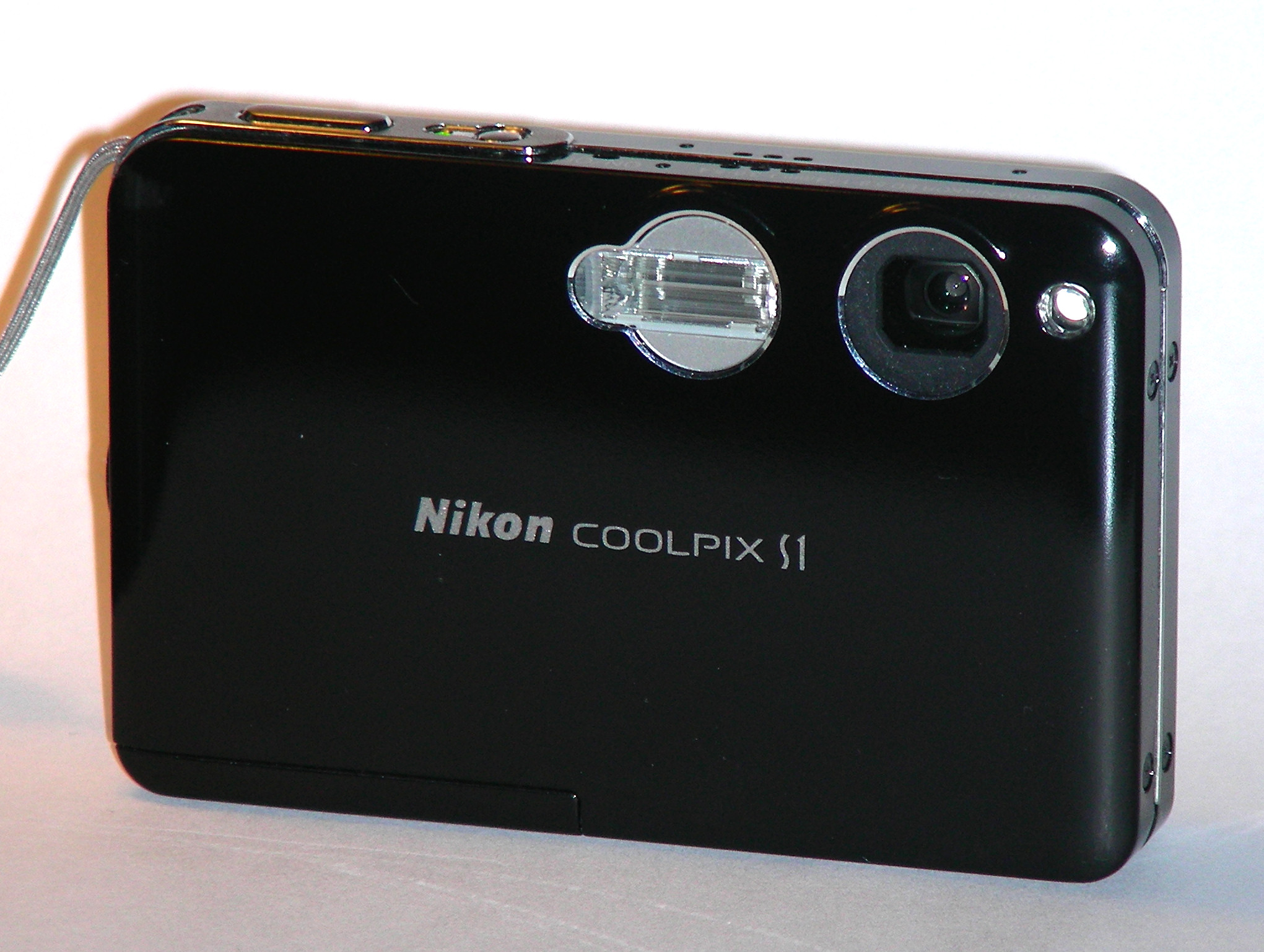
COOLPIX S1
2005年4月15日発売
885系など、従来のコンパクト機はNice Gripと呼ぶグリップが右側にある
そこでS1では、薄く平面でシンプルなデザインとなった。正面から見た表面積は5200系とほとんど変らず、それでも厚みをほぼ2/3とした。
COOLPIX S2
2005年7月8日発売
COOLPIX S3
2005年9月23日発売
COOLPIX S5
2006年2月24日発売
COOLPIX S6
2006年3月24日発売
S5に無線対応、および大型液晶を付けたバリエーション。
COOLPIX S7, COOLPIX S7c
2006年9月22日発売（S7cは9月29日）
S7cは無線対応版。
COOLPIX S8
2006年9月22日発売
COOLPIX S9
日本での発売なし
COOLPIX S500
2007年3月16日発売。
- 710万画素。
- ステンレスボディ

COOLPIX S200
2007年3月23日発売
- アルミ合金ボディ

COOLPIX S510
2007年9月21日発売
- 810万画素
- レンズシフトVR
- ステンレスボディ

COOLPIX S700
2007年10月12日発売
- 1210万画素
- センサーシフトVR
- アルミ合金ボディ

COOLPIX S210
2008年2月29日発売
- 800万画素
- 電子式VR
- アルミ合金ボディ

COOLPIX S520
2008年3月14日発売
- 800万画素
- レンズシフトVR
- アルミ合金ボディ

COOLPIX S600
2008年3月14日発売
- 28mm-112mmの光学4倍ズーム
- 1000万画素
- レンズシフトVR
- ステンレスボディ

COOLPIX S550
2008年3月20日発売
- 1000万画素
- 電子式VR
- ステンレスボディ

COOLPIX S610, COOLPIX S610c
- 2008年8月29日発売。有効画素数は1000万画素。レンズシフトVRを搭載。光学4倍ズーム（35mm判換算で28mm - 112mm相当）。最高ISO感度は3200。
- S610cは無線LAN対応版。色はS610がオーシャンブラックとレッドの2色、S610がシルバーの1色。

COOLPIX S710
- 2008年8月29日発売。有効画素数は1450万画素。レンズシフトVRを搭載。光学3.6倍ズーム（35mm判換算で28mm - 101mm相当）。色はアーバンブラックとディープレッドの2色。
- 最高ISO感度は、記録画素数が約500万画素（2592×1944ピクセル）以上の場合が3200、約300万画素（2048×1536ピクセル）以下の場合が12800。

#### スリムタイプ/波形ボディ
COOLPIX S50, COOLPIX S50c
2007年4月20日発売（S50cは4月25日）
- 720万画素
- レンズシフトVR
- グロスシルバー、グロスベージュ、グロスブラウンのカラーバリエーション。

S50cは無線対応版で、色はグロスシルバーのみ。
COOLPIX S51,COOLPIX S51c
2007年9月14日発売
- 810万画素
- レンズシフトVR
- グロスシルバー、ワインレッド、ビビッドピンクのカラーバリエーション。
- S51cは無線LAN対応版で、色はグロスシルバーのみ。

COOLPIX S52, COOLPIX S52c
- 2008年4月25日発売（S52cは5月16日）
- 900万画素
- レンズシフトVR
- アルミ合金ボディ
- S52cは無線LAN対応版で、色はパープリッシュブラックのみ。

COOLPIX S60
- 2008年9月19日発売。有効画素数は1000万画素。センサーシフトVRを搭載。光学5倍ズーム（35mm判換算で33 - 165mm相当）。色はリッチゴールド、パープリッシュブラック、ワインレッド、ロイヤルピンクの4色。
- タッチパネル式で、電源とシャッターを除く全ての操作がタッチパネルでできる。

COOLPIX S70
- 2009年9月19日発売。有効画素数は12.1メガピクセル。VRはレンズシフト方式と電子式の併用。

光学5倍ズーム。（35mm換算で28-140mm相当。）色はライトブラウン、マットブラック、クリスタルレッドの3色。S60と同じくタッチパネル方式。

#### スイバルタイプ

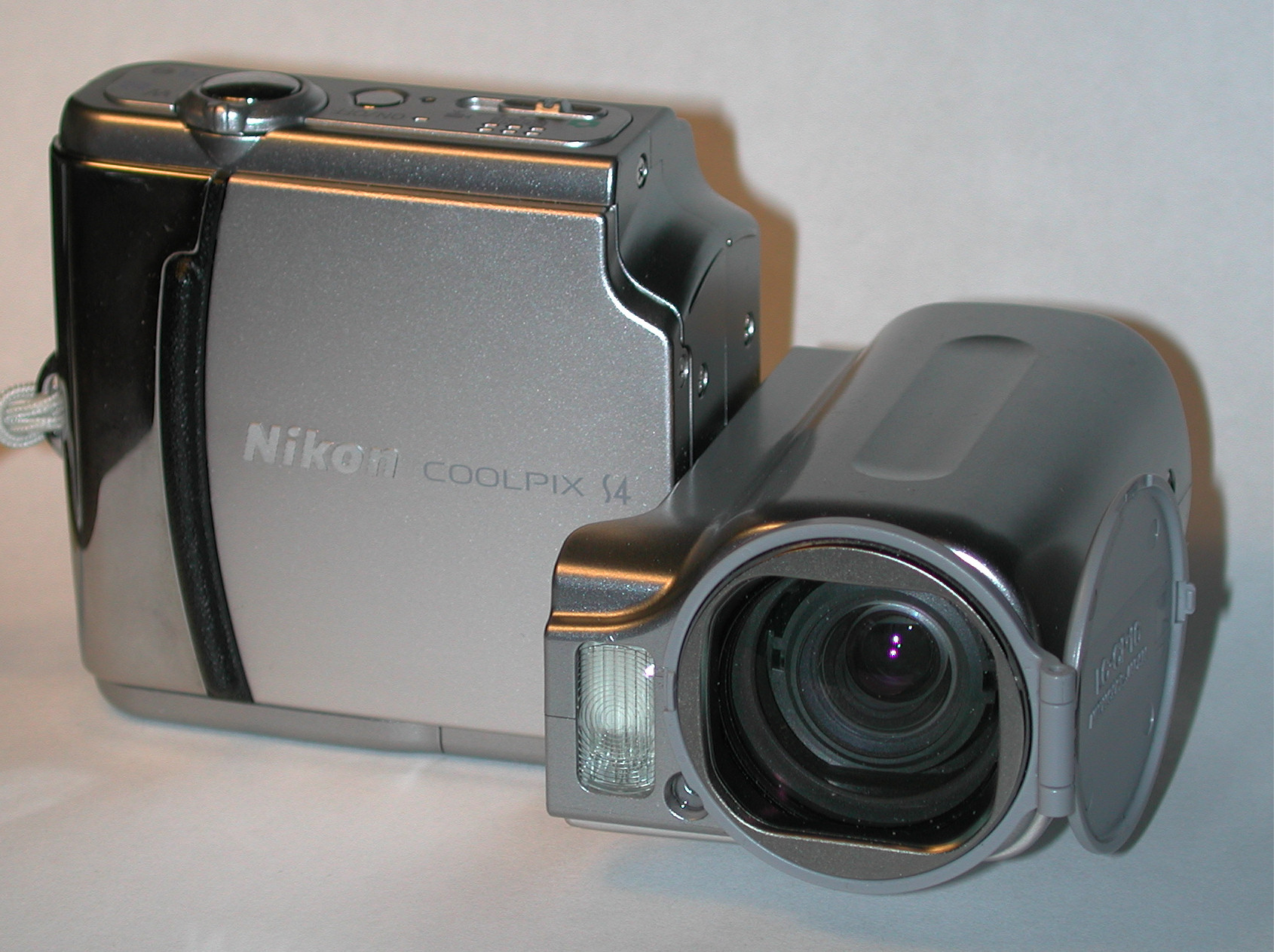
COOLPIX S4
2005年9月23日発売
900系同様のスイバル機構。アルミニウム合金製の外装を持つ。
COOLPIX S10
2006年9月15日発売

### P （2005年）
PはPerformanceの意で撮影機能や操作性を追求したシリーズ。

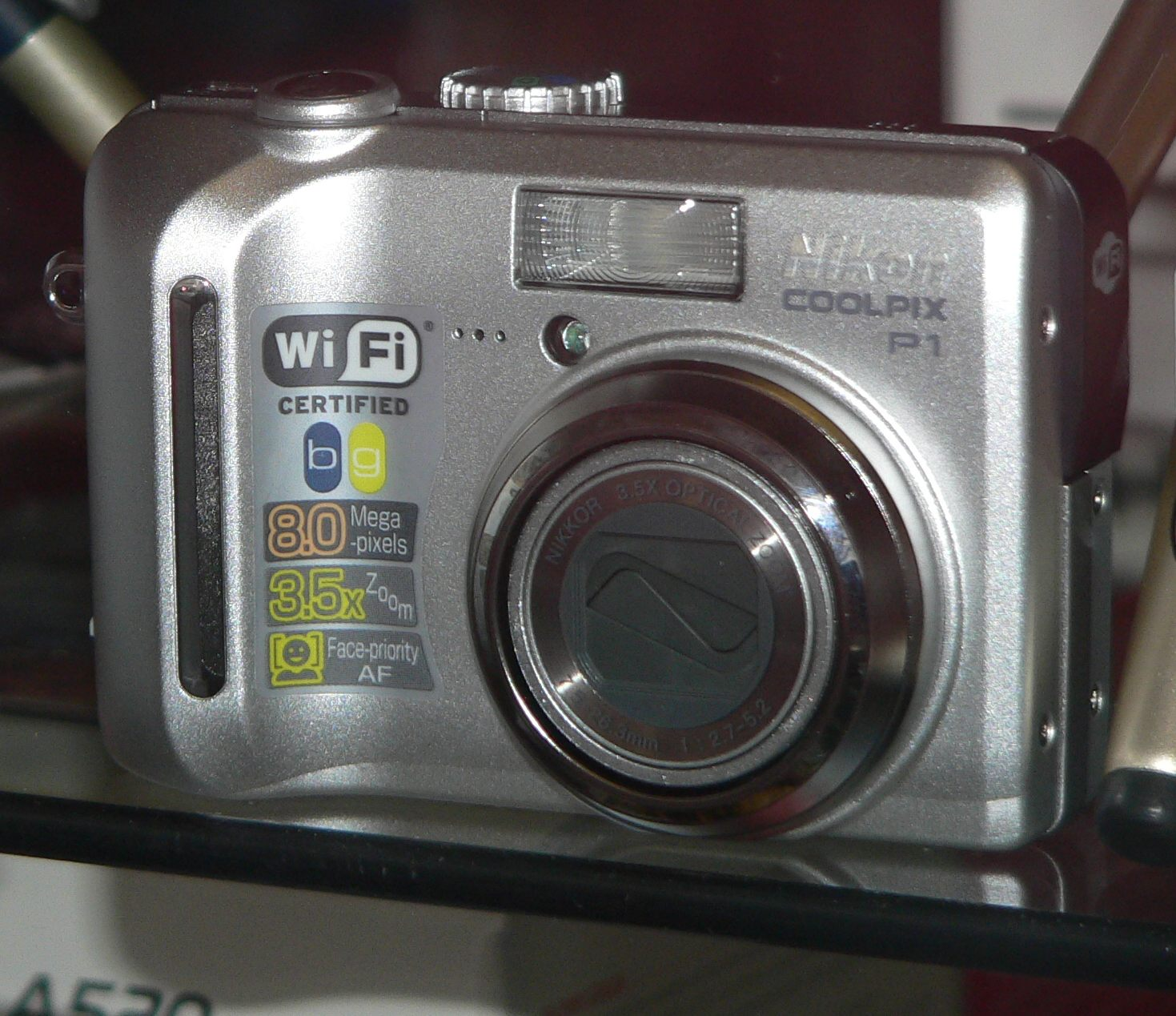
COOLPIX P1
2005年9月23日発売
世界で初めて、カメラに無線LAN (Wi-Fi) を内蔵。ケーブルを接続することなく、プリントすることができる。顔認識ポートレートモードを搭載、人物にカメラをむけると、カメラが顔を認識して自動的にピントを合わせる。
COOLPIX P2
2005年10月21日発売

### L （2007年-）
LはLifeの意で、手軽に扱えるシリーズ。
COOLPIX L10
- 日本での発売なし。L11の505万画素版。

COOLPIX L11
- 2007年3月23日発売
- 618万画素

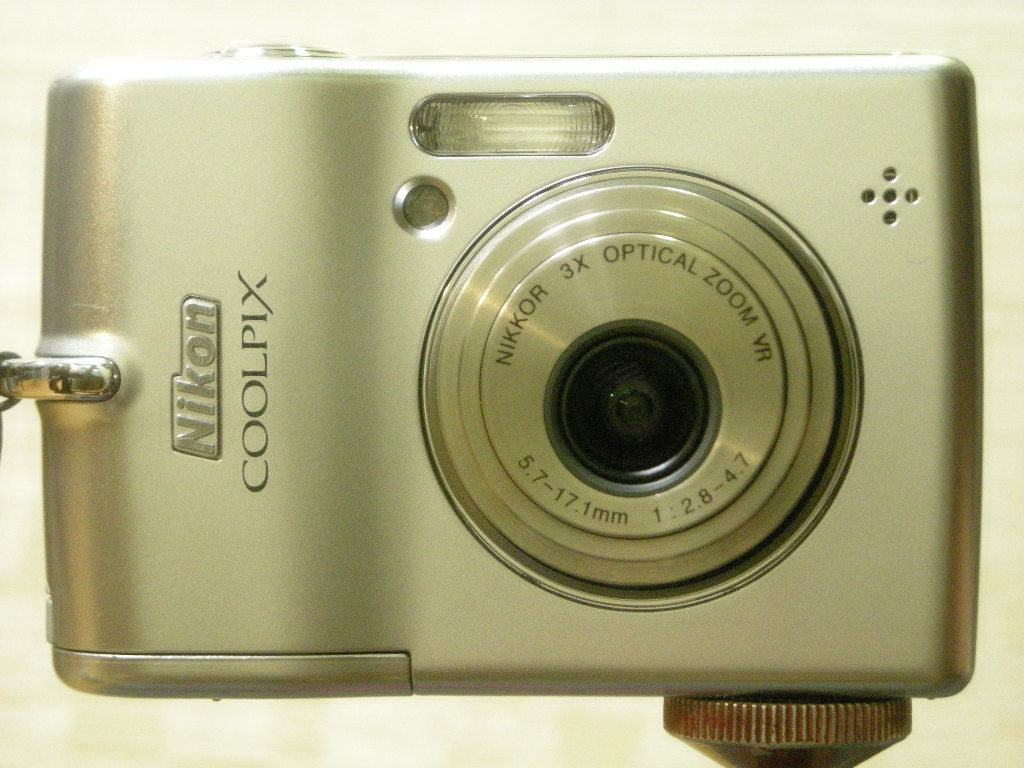
COOLPIX L12
- 2007年4月12日発売
- 710万画素
- レンズシフトVR

COOLPIX L14
- 2007年10月12日発売
- 710万画素
- 単三電池

COOLPIX L15
- 2007年10月26日発売
- 800万画素
- レンズシフトVR
- 単三電池

COOLPIX L16
2008年3月20日発売
- 710万画素
- ブレ軽減AE
- 単三電池

COOLPIX L18
2008年3月20日発売
- 800万画素
- ブレ軽減AE
- 単三電池

### S （2010年-）
SはStyleの意で、スタイリッシュボディーを持つシリーズ。

#### スリムタイプ/フラットボディ
- COOLPIX S8000 2010年2月19日発売
- COOLPIX S6000 2010年3月11日発売
- COOLPIX S4000 2010年3月19日発売（ルビーレッドのみ2010年4月2日発売）
- COOLPIX S3000 2010年3月19日発売（ポップグリーン、アクアブルーは2010年4月2日発売）
- COOLPIX S5100 2010年9月2日発売
- COOLPIX S8100 2010年10月7日発売 - 裏面照射型CMOSセンサー、光学10倍ズームを搭載
- COOLPIX S3100 2011年3月18日発売 - 1400万画素、光学5倍ズームを搭載
- COOLPIX S6100 2011年3月18日発売 - 1600万画素、光学7倍ズームを搭載
- COOLPIX S9100 2011年3月18日発売 - 1200万画素、裏面照射型CMOSセンサー、光学18倍ズームを搭載
- COOLPIX S6200 2011年9月17日発売 - 1600万画素、光学10倍ズームを搭載
- COOLPIX S8200 2011年9月17日発売 - 裏面照射型CMOSセンサー、光学14倍ズームを搭載
- COOLPIX S3300 2012年2月16日発売 - 1600万画素、レンズシフト手ぶれ補正、光学6倍ズームを搭載
- COOLPIX S4300 2012年2月16日発売 - 1600万画素、タッチ機能、光学6倍ズームを搭載
- COOLPIX S6300 2012年2月16日発売 - 裏面照射型CMOSセンサー、光学10倍ズームを搭載
- COOLPIX S9300 2012年3月15日発売 - 1600万画素、裏面照射型CMOSセンサー、光学18倍ズームを搭載
- COOLPIX S30
- COOLPIX S800c
- COOLPIX S01
- COOLPIX S6400
- COOLPIX S5200
- COOLPIX S6500
- COOLPIX S9400
- COOLPIX S9500
- COOLPIX S31
- COOLPIX S3500
- COOLPIX S7000 2015年2月26日発売 - 1602万画素、裏面照射型CMOSセンサー、光学20倍ズームを搭載
- COOLPIX S9900 2015年2月26日発売 - 1605万画素、高感度CMOSセンサー、光学30倍ズームを搭載

#### スリムタイプ/波形ボディ
COOLPIX S80
2010年10月7日発売。有効画素数は14.1メガピクセル。VRはレンズシフト方式と電子式の併用（静止画）。レンズシフト方式（動画）。高解像度の有機ELモニターを装備。色はカーディナルレッド、ブラウドブラックの2色。本体の厚みがS70の約20mmから約16.5mmに薄型化された。タッチパネル式。また、解像度も上がっている。

#### 防水
子供も使える廉価版防水カメラ
- COOLPIX S30（2012年3月29日）[5]
- COOLPIX S31（2013年2月28日）[6]
- COOLPIX S32（2014年2月27日）[7]
- COOLPIX S33（2015年3月5日）[8]

### P （2007年-）
PはPerformanceの意で、撮影機能や操作性を追求したシリーズ。
| 品名  | 発売日         | 撮像素子サイズ | 画素数 | 外観 | 解説 |
| ----- | -------------- | -------------- | ------ | ---- | --- |
| P5000 | 2007年3月16日  | 1/1.8          | 1000万 |      | 2007年春に一斉に発売されたクールピクスラインナップのハイエンドモデル。手ぶれ補正機構、光学3.5倍ズームや各露出撮影モードと持つ。また、クリップオン式スピードライトが装着できるアクセサリーシューや、テレコンバーター、ワイドコンバーター、フィールドスコープを装着できるなど拡張性を備えている。ハイエンドコンパクトデジタルカメラブームの先駆けとなった機種。2007年春から発売されたクールピクスラインナップはすべてSDHCメモリーカード対応となった。 |
| P5100 | 2007年9月21日  | 1/1.72         | 1210万 |      | P5000の小変更モデル。P5000の機能を踏襲したまま画素は1210万画素となり新開発の画像処理コンセプトEXPEED（エクスピード）を搭載。 レンズシフトVR マグネシウム合金ボディを採用（ボディ前面） ボディカラーがブラックのみに（P5000はブラック、シルバーの2色を用意していた。）背面ボタン類や、シャッターレリーズボタン周辺の色がブラックに変更（P5000はクローム）シャッターレリーズボタンそのものはクローム |
| P50   | 2007年10月26日 | 1/2.5          | 810万  |      | P5100の廉価版。Pシリーズの高機能を残しつつ、アクセサリーシュー等の拡張機構やを廃し、インターフェイスをL、Sシリーズに近づけたモデル。外観は先代のP5000のような艶消し黒のボディにクロームの操作部。画像処理コンセプトは、P5100同様EXPEEDを搭載している。28mm-102mmの広角ズームレンズ。電子式VR。単三電池。 |
| P60   | 2008年3月14日  |                | 810万  |      | P50の後継機種。広角レンズとファインダーを廃し、36-180mmレンズと電子ビューファインダーを搭載。センサーシフトVR単三電池 |
| P80   | 2008年4月25日  |                | 1010万 |      | ズーム系のコンパクトデジタルカメラ市場で後れをとっていたニコンが、満を持して発売したモデル。旧来のカメラのような軍艦部のついたデザインに、27-486mmという広角側・望遠側とも優れたニッコールレンズを搭載。光学18倍ズーム搭載モデルとしては、当時の世界最小サイズである。27mmから486mmの光学18倍ズームレンズセンサーシフトVR |
| P6000 | 2008年9月12日  | 1/1.7          | 1350万 |      | P5100の後継機種。28mmから112mmの光学4倍ズームレンズレンズシフトVR |
| P90   | 2009年3月13日  |                | 1210万 |      | P80の後継機種。デザインはほぼ同じだが、レンズが26-624mmに変更となり、広角・望遠ともにレンジが広がっている。26mmから624mmの光学24倍ズームレンズ。1210万画素。センサーシフトVR。最速シャッタースピードは1/4000 |
| P100  | 2010年3月5日   |                | 1030万 |      | P90の後継機種で、発売に当たり大幅なバージョンアップを施された。撮像素子は従来のCCDから、裏面照射型CMOSセンサーに変更し、高画質化とシャッタースピードのアップを果たした（スポーツモードを用いた最速シャッタースピードは1/8000）。レンズはさらに高性能になり、EDレンズを3枚組み込んだ11群14枚で構成される26-678mm 光学26倍 COOLPIX用ニッコールを採用。バックモニターは上下にスライドするチルト式モニターを搭載。動画は遂にフルハイビジョンに対応し、軍艦部にはステレオ式マイクを装備している。26mmから678mmの光学26倍ズームレンズ。1/2.3型原色CMOSセンサー。フルハイビジョンステレオ動画撮影可能。センサーシフトVR。画像処理コンセプトEXPEED |
| P7000 | 2010年9月24日  | 1/1.7          | 1010万 |      | P6000の後継機種。28mmから200mmの光学7.1倍ズームレンズ。レンズシフトVR |
| P500  | 2011年3月3日   | 1/2.3          | 1210万 |      | P100の後継機種。広角22.5mmからの光学36倍ズーム。国内ではブラックモデルのみ発売（北米ではレッドモデルも発売されている）。 |
| P300  | 2011年3月18日  | 1/2.3          | 1220万 |      | F1.8 24mmから100mm光学ズーム。 |
| P7100 | 2011年8月24日  | 1/1.7          | 1010万 |      | P7000の後継機種。 |
| P310  | 2012年3月22日  | 1/2.3          | 1605万 |      | P300の後継機種。 |
| P510  | 2012年3月23日  | 1/2.3          | 1605万 |      | P500の後継機種。広角24mmからの光学42倍ズーム。GPS機能を初搭載。国内でもブラック、レッド両モデルが購入可能となった。 |
| P7700 | 2012年9月      | 1/1.7          | 1010万 |      | P7100の後継機種。光学ファインダーは未搭載となった。センサーが裏面照射型CMOSセンサーに変更されている。 |
| P520  | 2013年2月21日  | 1/2.3          | 1808万 |      | P510の後継機種。広角24mmからの光学42倍ズーム。液晶がバリアングル液晶に変更されている。 |
| P330  | 2013年3月21日  | 1/1.7          | 1219万 |      | P310の後継機。1/1.7型CMOS。画素数減少。F1.8 24mmから120mm光学ズーム。GPS搭載。 |
| P7800 | 2013年10月10日 | 1/1.7          | 1219万 |      | P7700の後継機種。 |
| P340  | 2014年2月27日  | 1/1.7          | 1219万 |      | P330の後継機種。Wi-Fi搭載。GPS廃止。 |
| P600  | 2014年2月27日  | 1/2.3          | 1605万 |      | 光学60倍ズーム。 |
| P610  | 2015年2月26日  | 1/2.3          | 1605万 |      | P600の後継機種。光学60倍ズーム。NFC接続機能を搭載。 |
| P900  | 2015年3月19日  | 1/2.3          | 1605万 |      | 光学83倍ズーム。 |
| P1000 | 2018年9月14日  | 1/2.3          | 1605万 |      | 光学125倍ズーム。RAWフォーマット、4K動画、Bluetooth対応。 |
| P950  | 2020年2月7日   | 1/2.3          | 1605万 |      | 光学83倍ズーム。P900の後継機種。RAWフォーマット、4K動画、Bluetooth対応。 |
| P1100 | 2025年2月28日  | 1/2.3          | 1605万 |      | 光学125倍ズーム。P1100の後継機種。 |

### AW （2011年-）
初のアウトドア向けカメラAW100（AWはAll Weatherの略）を2011年8月24日に発表した。
| 品名  | 発売日        | 撮像素子サイズ | 画素数     | 外観 | 解説 |
| ----- | ------------- | -------------- | ---------- | ---- | --- |
| AW100 | 2011年8月24日 | 1/2.3          | 1600万画素 |      | ニコン初の防水、耐衝撃、耐寒仕様であり。HD動画撮影などの機能を持つ。またアウトドア向けモデルならではのGPS機能、電子コンパス、世界地図表示機能を装備する。 |
| AW110 | 2013年3月8日  | 1/2.3          | 1605万画素 |      | 上記の機能の上Wi-Fi初搭載 |
| AW120 | 2014年2月27日 |                | 1605万画素 |      | |
| AW130 | 2015年3月19日 | 1/2.3          | 1605万画素 |      | AW110と比べて防水性能が向上し、最大で水深30mまでの動作が可能となった。                                                                                    |

### A（2013年-2015年）
ニコンで初めてのDXフォーマットを搭載したハイエンド機種。後継機種が登場しないまま製造が終了した。
| 品名 | 発売日        | 撮像素子サイズ            | 画素数     | 外観 | 解説                                                                                        |
| ---- | ------------- | ------------------------- | ---------- | ---- | ------------------------------------------------------------------------------------------- |
| A    | 2013年3月21日 | DXフォーマット23.6×15.6mm | 1616万画素 |      | Coolpix初のDXフォーマットを搭載した機種。レンズは35ミリ換算で28mm相当の単焦点レンズを搭載。 |

### A数字 （2016年-）
AはAffinityの意で、スリムタイプや単3電池対応の低倍率ズーム機を中心とするシリーズ。当シリーズと同時に発表されたBシリーズと共通でBluetoothを利用したニコン独自の写真転送サービスであるSnap Bridge対応機種が一部を除いて存在する。先に発売されたA（無印）と製品コンセプトが大幅に異なっている。
| 品名  | 発売日         | 撮像素子サイズ | 画素数     | 外観 | 解説                                                                                          |
| ----- | -------------- | -------------- | ---------- | ---- | --------------------------------------------------------------------------------------------- |
| A10   | 2016年1月28日  | 1/2.3          | 1614万画素 |      | L32の後継機として登場。L32と比べて画素数が減少したが、ISO感度のマニュアル設定が可能となった。 |
| A100  | 2016年1月28日  | 1/2.3          | 2005万画素 |      | S2900の後継機として登場。S2900から顔認識機能が取り除かれた。                                  |
| A300  | 2016年5月27日  | 1/2.3          | 2005万画素 |      | S3700の後継機として登場。Snap Bridge対応機種。                                                |
| A900  | 2016年10月28日 | 1/2.3          | 2029万画素 |      | S9900の後継機として登場。光学35倍ズームとVRを搭載した高倍率ズーム機。Snap Bridge対応機種。    |
| A1000 | 2019年2月15日  |                | 1604万画素 |      |                                                                                               |

### B （2016年-）
BはBridgeの意で、高倍率レンズを搭載したブリッジカメラのシリーズ。SnapBridgeに全機種が対応している。
| 品名 | 発売日         | 撮像素子サイズ | 画素数     | 外観 | 解説                                                                                       |
| ---- | -------------- | -------------- | ---------- | ---- | ------------------------------------------------------------------------------------------ |
| B500 | 2016年5月27日  | 1/2.3          | 1602万画素 |      | L840の後継機として登場。SnapBridge対応機種。                                               |
| B700 | 2016年10月14日 | 1/2.3          | 2029万画素 |      | P610の後継機として登場。4K動画の撮影と動画からの静止画切り出しが可能。SnapBridge対応機種。 |
| B600 | 2019年2月15日  | 1/2.3          | 1602万画素 |      |                                                                                            |

### W（防水）
防水モデル
- COOLPIX W100（2016年10月28日）[10]
- COOLPIX W300（2017年6月30日）[11]

## 機能・サプライ品

### スイバル機構
COOLPIXシリーズで特徴的な機能が、レンズ部が天地方向に回転するスイバル機構で、以下の機種が搭載している。
- 900/910/950/990/995/4500
- 2500/3500
- SQ
- S4/S10

### 液晶ビューファインダー
大口径ズームレンズを固着し、液晶ビューファインダーで一眼レフカメラと同等の機能・使用感を実現したもの。いわゆるデジタル一眼レフカメラと異なり、レンズ交換はできない。一時は人気があったが、デジタル一眼レフの価格が下がり、終息した。
- 5700/8700/8800

### 電池
現在（2007年）のところ、ニコンがCOOLPIX用として供給する電池は、EN-ELで始まる型番のリチウムイオン二次電池と、EN-MH1-B2の単三型ニッケル水素二次電池のみ。100や900など、単三型電池を四本必要とする機種もあるが、MH-70/MH-71は一度に二本しか充電できない（もともとE100やE900発売時には、ニコンはニッケル水素電池を供給していない）。
以下、電池の型番、充電器、対応機種を列記する。
| 電池           | 充電器                          | 対応機種                                                                             |
| -------------- | ------------------------------- | ------------------------------------------------------------------------------------ |
| EN-EL1         | MH-50/MH-51/MH-52/ MH-53/MH-53C | 775/880/885/995/4300/4500/4800/5000/5400/5700/8700                                   |
| EN-EL2         | MH-60                           | 2500/3500/SQ                                                                         |
| EN-EL5         | MH-61                           | 3700/4200/5200/5900/7900/P3/P4/P80/P5000/P5100/S10/P6000/P90/P100                    |
| EN-EL7/EN-EL7e | MH-56                           | 8400/8800                                                                            |
| EN-EL8         | MH-62                           | S1/S3/S5/S6/S7/S7c/S8/S50/S50c/S51/S51c/S52/S52c/P1/P2                               |
| EN-EL10        | MH-63                           | S200/S210/S500/S510/S520/S600/S700                                                   |
| EN-EL11        | MH-64                           | S550                                                                                 |
| EN-MH1-B2      | MH-70/MH-71                     | 2100/2200/3100/3200/4100/5600/7600/L1/L2/L3/L5/L6/L11/L12/L14/L15/L16/L18/S4/P50/P60 |

なお、以下の電池なら互換品がある。
- EN-EL1なら、市販のリチウム一次電池の2CR5/DL245
- EN-EL5なら、デュラセルCP1
- EN-MH1-B2や単三型乾電池を二本使うなら、市販のリチウム一次電池のCR-V3

### USBケーブル
USBに対応するまでは、シリアルかSCSI、メモリカード（コンパクトフラッシュ）で撮影画像をPCに転送していた。
| ケーブル | 対応機種 |
| -------- | --- |
| UC-E1    | 880/885/990/995/4300/4500/5000/5400/5700/8700 |
| UC-E2    | 775 |
| UC-E3    | 2500/3500 |
| UC-E5    | 2000 |
| UC-E6    | 2100/2200/3100/3200/3700/4100/4200/4800/5200/5600/5900/7600/7900/8400/8800/ P1/P2/P50/P5000/P5100/P60/P80/S4/S10/S200/S500/S510/S520/S600/L1/L2L3/L5/L6/L11/L12/L14/L15/L16/L18 |
| UC-E7    | SQ（カメラ付属のCOOLSTATIONが必要） |
| UC-E10   | S1/S2/S3/S5/S6/S7/S7c/S8 |
| UC-E12   | S50/S50c/S51/S51c/S550/S700 |
| UC-E13   | S52/S52c |

### 防水ケース
| 防水ケース                                     | 対応機種       |
| ---------------------------------------------- | -------------- |
| ウォータープルーフケース WP-CP1（水深40mまで） | 2200/3200/4100 |
| ウォータープルーフケース WP-CP2（水深40mまで） | 4200/5200      |
| ウォータープルーフケース WP-CP3（水深40mまで） | 5600           |
| フィールドジャケット FJ-CP1（水深3mまで）      | S5             |

### フィールドスコープ
ニコンビジョンから、ニコン製フィールドスコープにCOOLPIXを接続するためのブラケット、コンパクトデジタルカメラブラケットが提供されている機種。
| ブラケット | 対応機種              |
| ---------- | --------------------- |
| FSB-1A     | 4200/5200/7900        |
| FSB-2      | 5600                  |
| FSB-3      | P1/P2                 |
| FSB-4      | P3/P4                 |
| FSB-5      | S1/S3/S5/S6/S7/S7c/S8 |
| FSB-6      | P5000                 |
| FSB-7      | P5100                 |
| FSB-8      | P300                  |

## 備考
- 2003年4月1日、サポート業務はニコンカメラ販売株式会社に移管されている。そのため、カタログではニコンと同社が併記されるようになった。
- COOLPIX 950からCOOLPIX 990までイメージキャラクターにMAXを起用している。
- COOLPIX 775ではイメージキャラクターとして、クレイアニメのカンガルー『クーピー』を使用。このキャラクタは775一代限りしか使われなかったが、クーピーという言葉はその後クールピクスシリーズの愛称として（ニコン以外から）使われている。
- COOLPIX 2500、COOLPIX 3500のイメージキャラクターに、藤木直人を起用している。
- COOLPIX 2100以降のイメージキャラクターに、松嶋菜々子を起用している。
- D80・D40/D40x・COOLPIX 2007年春モデル以降のイメージキャラクターに木村拓哉を起用している。
- COOLPIX Aを除くと、出力される画像の縦横比率はすべて4:3もしくは16:9であり、一眼レフ等で一般的な3:2はサポートしていない。
- 2016年に1インチサイズの撮像素子を採用したプレミアムコンパクト「DLシリーズ」3機種の開発を発表。2016年6月の発売予定としていたものの、画像処理用IC不具合のため、発売を延期。その後、コンパクトデジタルカメラ市場の販売環境が変化したことにより、発売中止となった[12]。

## 色
COOLPIXでは、950でグリップラバー色に赤を採用して以来、5400まで（その前に発売された2100と3100を除く）、グリップ部を画素数別に色分けしていた。ラバーの無い機種でも、何らかの形でその色を使っている。
- 200万画素機 - 赤 : 700,775,800,950,2000,2500
- 300万画素機 - 紫 : 880,885,990,995,3500
- 400万画素機 - 緑、青 : 4300,4500
- 500万画素機 - 灰 : 5000,5400,5700

ただし、日本以外においては300万画素以上の900系の機種でこのパターンにあてはまらず、赤を使用しているケースがある。